# Randy Williams
Randel Luvelle „Randy” Williams (ur. 23 sierpnia 1953 we Fresno, w Kalifornii) – amerykański lekkoatleta skoczek w dal, mistrz i wicemistrz olimpijski.
W wieku 19 lat został najmłodszym do tej pory mistrzem olimpijskim w skoku w dal. Na igrzyskach olimpijskich w 1972 w Monachium w eliminacjach skoczył 8,34 m. Był to najlepszy wynik w 1972 na świecie, a także rekord świata juniorów, którym pozostał do 2012. Wynik ten pozostał rekordem życiowym Williamsa. W finale Williams uzyskał wynik 8,24 m, co wystarczyło do zdobycia złotego medalu.
Na igrzyskach olimpijskich w 1976 w Montrealu Williams zdobył srebrny medal za swym rodakiem Arnie Robinsonem, który cztery lata wcześniej był brązowym medalistą. Skoczył wówczas 8,11 m. Zakwalifikował się do reprezentacji Stanów Zjednoczonych na igrzyska olimpijskie w 1980 w Moskwie, ale bojkot tych igrzysk przez USA uniemożliwił mu start.
Był mistrzem Stanów Zjednoczonych (AAU) w 1973, zarówno w hali, jak i na otwartym stadionie, a także akademickim mistrzem USA (NCAA) w 1972.